# Morne Trois Pitons
Morne Trois Pitons är ett berg i Dominica. Det ligger i den södra delen av landet, 10 km nordost om huvudstaden Roseau. Toppen på Morne Trois Pitons är 1 359 meter över havet. Morne Trois Pitons ligger på ön Dominica. Det ingår i Grande Soufrière Hills.
Terrängen runt Morne Trois Pitons är huvudsakligen kuperad.  Närmaste större samhälle är Roseau, 9,7 km sydväst om Morne Trois Pitons. I omgivningarna runt Morne Trois Pitons växer i huvudsak städsegrön lövskog.